# Mali Harries
Mali Harries (Cardiff, 6 luglio 1976) è un'attrice gallese.
Lavora nell'industria televisiva dal 1999 ed è apparsa in diverse note serie televisione in inglese e gallese, come The Indian Doctor, Metropolitan Police (The Bill) e Casualty.

## Carriera
Harries frequentò la Ysgol Gyfun Gymraeg Glantaf e si laureò alla Bristol Old Vic Theatre School.
È sposata con l'attore Matthew Gravelle, con il quale è apparsa in Baker Boys, anche se entrambi sono sposati con altri personaggi nella vicenda. La coppia apparve effettivamente come marito e moglie nella serie della S4C Un Bore Mercher nel 2017, trasmessa sulla BBC One nel 2018 in una versione in inglese con il nome di Keeping Faith.
Nel 2010 fu nominata per il BAFTA Cymru come migliore attrice nella serie televisiva in lingua gallese Caerdydd.
Tra il 2013 ed il 2016 ha recitato nella serie poliziesca Y Gwyll (tradotto come Hinterland in inglese), la prima serie bilingue gallese-inglese ad essere trasmessa sulla BBC, che le è valsa numerose acclamazioni.
Nel 2014 Mali Harries fu votata come una delle dieci donne "più sexy del Galles" in un sondaggio di Wales Online.
Di recente Mali Harries è divenuta nota per la collaborazione con S4C, specie in show di successo come Keeping Faith, la sua serie documentario sul crimine Y Ditectif e la soap opera di lunga data Pobol y Cwm.

## Filmografia

### Film
| Anno | Titolo                   | Ruolo            | Note         |
| ---- | ------------------------ | ---------------- | ------------ |
| 2002 | Dirgelwch Yr Ogof        | Lucille          | Film gallese |
| 2003 | Y Mabinogi               | Cigfa            | Solo voce    |
| 2006 | Sixty Six                | Mrs Shivers      |              |
| 2008 | Heavenly Father          | Sheley           |              |
| 2010 | Una proposta per dire sì | Air Lingus Rep 1 |              |
| 2010 | Rhwyd                    | Eirlys           | Film gallese |

### Televisione
| Anno      | Titolo                         | Ruolo                 | Note                                                               |
| --------- | ------------------------------ | --------------------- | ------------------------------------------------------------------ |
| 1999      | Dalziel and Pascoe             | Cissy Kohler          | Episodio: Recalled to Life                                         |
| 2000      | P.O.V.                         | Gloria                |                                                                    |
| 2000      | L'ispettore Barnaby            | Nurse O'Casey         | Episodio: Blue Herrings                                            |
| 2001      | Metropolitan Police            | Wendy Pike            | Episodio: Crush                                                    |
| 2002–2007 | Foyle's War                    | Jane Milner           |                                                                    |
| 2003      | The Inspector Lynley Mysteries | Nancy                 | Episodio: A Suitable Vengeance                                     |
| 2003      | Final Demand                   | Corinne               | Television film                                                    |
| 2003      | Byron                          | Anna Rood/Fletcher    |                                                                    |
| 2003      | Holby City                     | Karen Edwards         | Episodio: Accidents will Happen                                    |
| 2004      | May 33rd                       | Sarah Sorensson       |                                                                    |
| 2004–2007 | Pentre Bach                    | Jini                  | Attrice principale                                                 |
| 2005      | Metropolitan Police            | Mandy Phelps          |                                                                    |
| 2005      | Doctor Who                     | Cathy                 | Episodio: Boom Town                                                |
| 2006–2010 | Caerdydd                       | Kate Marshall         | 5 serie                                                            |
| 2006      | Brief Encounters               | Julie Owen            |                                                                    |
| 2006      | Doctors                        | Judy Pearson          | Episodio: Cat and Mouse                                            |
| 2006      | Coming Up                      | Shelley               | Episodio: Heavenly Father                                          |
| 2009      | Murderland                     | WPC Hart              | 2 episodi                                                          |
| 2010–2013 | The Indian Doctor              | Megan Evans           | Protagonista                                                       |
| 2010      | Pen Talar                      | Siân Lewis            |                                                                    |
| 2009–2011 | Ar y Tracs                     | Sophie Thomas         | Serie S4C                                                          |
| 2011      | Casualty                       | Elaine Armstrong      |                                                                    |
| 2011      | Doctors                        | Sally Caine           | Episodio: Smoke and Mirrors                                        |
| 2011      | Baker Boys                     | Lucy                  | 2 serie                                                            |
| 2012      | The Best of Men                | Shirley Bowen         | Film per la televisione                                            |
| 2012      | The Richard Burton Diaries     | Narrator              |                                                                    |
| 2012      | Doctors                        | Sonya Marsh           | Episodio: The Pain and the Itch                                    |
| 2012      | Being Human                    | Lisa Monkton          |                                                                    |
| 2013–2016 | Great Welsh Writers            | Narratore             |                                                                    |
| 2013–2016 | Hinterland                     | Detective Mared Rhys  | Protagonista; girato anche nella versione gallese Y Gwyll.         |
| 2015      | Critical                       | Nerys Merrick         | Protagonista                                                       |
| 2015      | Lewis                          | Sarah Alderwood       | Episodio: What Lies Tangled                                        |
| 2016      | New Blood                      | Deputato Gwynn Hughes |                                                                    |
| dal 2016  | Y Ditectif                     | Presentatore          | Documentario sul crimine di S4C; 23 episodi                        |
| 2017      | Keeping Faith                  | Bethan Price          | Protagonista; girato anche nella versione gallese Un Bore Mercher. |
| dal 2018  | Pobol y Cwm                    | Jaclyn Parri          | Personaggio principale                                             |